# Augenmuskeln
Bei den Augenmuskeln unterscheidet man nach ihrer Lage und Funktion die inneren von den äußeren Augenmuskeln. Zu letzteren gehören auch der das Augenlid hebende Muskel und die der Nickhaut einiger Wirbeltiere.
Äußere Augenmuskeln samt Lidheber und Nickhautmuskeln zählen als quergestreifte Muskulatur zu den Skelettmuskeln und gehören zu den Anhangsorganen des Auges. Die direkt am Augapfel ansetzenden äußeren Augenmuskeln haben ihren Ursprung im hinteren Bereich der Orbita an einem gemeinsamen Sehnenring, ausgenommen den an der nasalen Wand der Augenhöhle entspringenden schrägen unteren Muskel. Sie sind in den Körper eines Fettgewebes gebettet, der bindegewebig durchzogen das Auge lagert und die für Bewegungen nötigen Verlagerungen erlaubt.
Innere Augenmuskeln sind dagegen ringförmig angeordnete Züge glatter Muskulatur der Iris und des Ziliarkörpers innerhalb des Augapfels. Mit der Irismuskulatur wird die Pupillenweite eingestellt, während der Ziliarmuskel indirekt die Linsenkrümmung zur Entfernungsanpassung verändert.
Die äußeren Augenmuskeln vollziehen Augenbewegungen beider Augäpfel in Form von gleichsinnig (konjugiert) oder gegensinnig (disjugiert) geführten Bewegungen (als Versionen bzw. Vergenzen). Betrachtet man allein die Bewegungen eines Auges, so spricht man von Duktionen, falls sie in einem horizontalen, vertikalen oder schrägen Meridian erfolgen. Rollbewegungen hingegen nennt man Torsionen.

## Äußere Augenmuskeln

### Entwicklungsgeschichte
Ursprünglich dienten die äußeren Augenmuskeln nicht den Blickzielbewegungen der Augen, sondern der Ruhigstellung der Bilder auf der Netzhaut bei Kopf- oder Körperbewegungen. Erst mit Ausbildung spezieller retinaler Bereiche, wie der Fovea centralis und daraus folgend für die Betrachtung von Gegenständen wurden sie zunehmend für Blickbewegungen eingesetzt.

### Embryonale Entwicklung
Die äußeren Augenmuskeln sind zusammen mit der Tenonschen Kapsel (Teil des Bandapparates) und dem Fettgewebe der Augenhöhle (Orbita) Abkömmlinge des die Augenblase (frühes Entwicklungsstadium des Augapfels) umgebenden Mesenchyms (embryonales Bindegewebe). Ab dem dritten Embryonalmonat wird die weitere Entwicklung von drei Wachstumszentren aus gesteuert, denen jeweils ein Nerv zugeordnet ist. Daraus wird die spätere Nervenversorgung (Innervation) der Augenmuskeln durch drei Hirnnerven abgeleitet. Die Entwicklung der äußeren Augenmuskeln ist abhängig von einer normalen Entwicklung der Augenhöhle, während die Ausbildung des Bandapparates davon unabhängig ist.

### Anatomie und Funktion
Bei den meisten Säugetieren wird der Augapfel durch jeweils sieben äußere Augenmuskeln bewegt: zwei schräge Mm. obliqui, vier gerade Mm. recti, sowie den M. retractor, der beim Menschen aber fehlt. Gemeinsam mit Nerven, Gefäßen und Bindegewebe sind sie eingebettet in einen retrobulbären Fettkörper (Corpus adiposum retrobulbare), der die bei Augenbewegungen auftretenden Verlagerungen ermöglicht. Bis auf den unteren schrägen Augenmuskel, der seinen Ursprung an der nasenseitigen Augenhöhlenwand vorne unten hat, entspringen alle anderen Muskeln in der Tiefe der Augenhöhle von einem gemeinsamen Sehnenring, dem Anulus tendineus communis, der den Sehnerven vor dessen Eintritt in den knöchernen Canalis opticus umgibt. Zusammen mit einer verbindenden Membran bilden diese einen von der Orbitaspitze her nach vorne sich weitenden, kegelförmigen Muskelkonus und setzen jeweils an der Lederhaut (Sclera) des Augapfels an.
Die äußeren Augenmuskeln bestehen aus quergestreifter Muskulatur, bei der zwei Fasertypen unterschieden werden, die über eine unterschiedliche Nervenversorgung (Innervation) in Bezug auf die relative Anzahl der Nervenendigungen und deren Anordnung verfügen. Muskelfasern vom Fibrillenstrukturtyp (A-Fasern, dicke Muskelfasern) weisen große Endplatten und dicke Nerven auf und sind einfach innerviert. Sie dienen in erster Linie schnellen, phasischen Augenbewegungen (fast fibers). Die Muskelfasern vom Felderstrukturtyp (B-Fasern, dünne Muskelfasern) werden von dünnen Nervenfasern mehrfach innerviert und sind für die tonischen Bewegungsabläufe zuständig (slow fibers). Neuere ultrastrukturelle Untersuchungen ermöglichen Unterscheidungen von fünf bis sechs verschiedenen Fasertypen, die zwei Gruppen zugeordnet werden können und die als orbitale und bulbäre Faserschicht bezeichnet werden. Dieser Muskelaufbau unterscheidet deshalb die Augenmuskeln ganz wesentlich von den anderen Muskeln.
Beim Menschen beträgt die durchschnittliche Breite der geraden Augenmuskeln im mittleren Drittel 6–9 mm und die Dicke etwa 3 mm. Die Gesamtlängen der Muskeln sind sehr unterschiedlich. Die reine Muskellänge beträgt zwischen 30 mm (Mm. obliqui) und 39 mm (M. rectus inferior), während die Sehnenlängen deutlich stärker differieren. Diese betragen 0–2 mm beim M. obliquus inferior und 25–30 mm beim M. obliquus superior.

Schematische Darstellung der Muskelebene und Abrollstrecke

Mit einer Häufigkeit von 1–3 Mikrosakkaden (schnellen Blicksprüngen) pro Sekunde sind die äußeren Augenmuskeln die aktivsten Muskeln im menschlichen Körper. Sie bilden zusammen mit dem Bandapparat, einem System aus Halte- und Hemmbändern, sowie weiteren Bindegewebsstrukturen (Lockwood-Ligament, Tenonsche Kapsel) eine funktionelle Einheit. Betrachtet man das Fixieren von Dingen und die damit zusammenhängende Abfolge von Augenbewegungen als einen Regelkreis, dann erfüllen sie hierbei die Funktion von Stellgliedern.
In einem komplexen Zusammenspiel führen die äußeren Augenmuskeln sämtliche Drehbewegungen der Augen in alle Richtungen aus und sorgen dafür, dass sich die Stellung der Augen zueinander in einem stabilen Gleichgewicht befindet. Zudem richten sie die Gesichtslinie, die von der Fovea centralis als motorischem Nullpunkt ausgeht, exakt auf das zu fixierende Objekt aus. Die Kräfte, die dabei am Auge angreifen, lassen sich mit dem mechanischen Wirkungsprinzip von Hebel und Rolle vergleichen. Muskelursprung und -ansatz, die zusammen die Zugrichtung bestimmen, ergeben gemeinsam mit dem Drehpunkt des Auges, der bei einem Normalsichtigen ungefähr 13,5 Millimeter hinter dem Hornhautscheitel etwa auf der Gesichtslinie liegt, die sogenannte Muskelebene. Da die Zugrichtung eines Muskels in Abhängigkeit von der aktuellen Blickrichtung bzw. Stellung des Auges unterschiedlich sein kann, verändert sich auch die Muskelebene. Jede Drehbewegung erfolgt dabei um eine Drehachse, die senkrecht zur Muskelebene durch den Drehpunkt des Auges verläuft.
Die anatomischen Verhältnisse der Augenhöhlen und der Verlauf der Augenmuskeln bewirken, dass sie sich über eine bestimmte Strecke hinweg an den Augapfel (Bulbus oculi) anschmiegen. Diese Strecke wird Abrollstrecke genannt und ist definiert durch den Ansatzpunkt des Muskels am Auge und den sogenannten Tangentialpunkt, an dem die Muskelberührung des Augapfels endet. Tangentialpunkt und Drehpunkt des Auges bilden den Hebelarm, über den die angreifenden Kräfte wirksam werden. Die Abrollstrecken der einzelnen Muskeln sind beim Blick geradeaus (Primärposition) unterschiedlich lang und ändern sich in Abhängigkeit von der jeweiligen Blickrichtung.
Bereits in der Primärposition stehen die Muskeln unter einer Spannung von 0,05–0,1 N. Experimentelle Muskelkraftmessungen haben gezeigt, dass die Kraft eines Augenmuskels auf bis zu 1 N ansteigen kann, ohne dass subjektive Beschwerden oder Ermüdungserscheinungen auftreten. Die Exkursionsstrecken des menschlichen Auges, also das mögliche Ausmaß seiner Bewegungen in alle Blickrichtungen bei ruhiger Kopf- und Körperhaltung, wird monokulares Blickfeld genannt. Seine Grenzen werden in Grad ausgedrückt, manchmal auch in Millimetern. Es beträgt bei Aufblick etwa 45°, bei Blick nach rechts und links ungefähr 50° und bei Abblick bis zu 60°. Diese Maximalwerte werden jedoch im täglichen Leben so gut wie nicht benötigt, da im normalen Gebrauchsblickfeld entsprechend früh einsetzende Kopf- und Körperbewegungen die Betrachtung von Dingen erleichtern und so die ausgeprägten, reinen Blickwendungen mit den Augen nicht notwendig sind.

#### Innervation
Die äußeren Augenmuskeln werden von drei Hirnnerven motorisch versorgt: dem III. (Nervus oculomotorius), dem IV. (Nervus trochlearis) und dem VI. Hirnnerv (Nervus abducens). Sie unterliegen einer ständigen Innervation, welche auch im Schlaf niemals vollkommen erlahmt. Jeder Augenmuskel wird dabei von etwa 1000 sogenannten Motoneuronen innerviert. Sie verzweigen sich im Muskel und versorgen jeweils zwischen 4 und 40 Muskelfasern, die man als motorische Einheit bezeichnet. Die Zugkraft eines Muskels wird nun dadurch verstärkt, indem entweder motorische Einheiten aktiviert werden, die zuvor inaktiv waren, oder solche, die zwar tätig, aber noch nicht gänzlich ausgelastet waren. Es werden zuerst kontinuierlich niederschwellige motorische Einheiten zugeschaltet, mit zunehmender Blickwendung in Muskelzugrichtung die hochschwelligen. Dabei erreicht die Frequenz der elektrischen Entladungen, die die Motoneurone in die motorischen Einheiten leiten, bis zu 300 Entladungen pro Sekunde.
Für jede Augenstellung existiert an allen sechs äußeren Augenmuskeln ein bestimmtes Innervationsmuster, welches vom Gehirn immer wieder verwendet wird, egal wie das Auge in diese Position gelangt ist. Dabei spielt es auch keine Rolle, welcher Bewegungstyp das Auge dorthin gedreht hat. Es werden entgegen der früheren Ansicht, dass für Versionen und Vergenzen unterschiedliche Motoneurone zuständig seien, immer die gleichen motorischen Einheiten aktiviert, die nach dem Prinzip der gemeinsamen Endstrecke auch immer mit der gleichen Frequenz entladen.
| Hirnnerv                      | Muskel |
| ----------------------------- | --- |
| Nervus oculomotorius (N. III) | Musculus rectus superior Musculus rectus inferior Musculus rectus medialis Musculus obliquus inferior Musculus retractor bulbi |
| Nervus oculomotorius (N. III) | Musculus levator palpebrae superioris                                                                                          |
| Nervus trochlearis (N. IV)    | Musculus obliquus superior |
| Nervus abducens (N. VI)       | Musculus rectus lateralis Musculus retractor bulbi                                                                             |

Die Bewegungen der Augen werden schließlich durch eine reziproke Änderung der Innervation vollzogen. So besagt das Gesetz von Sherrington, dass die Innervation eines Antagonisten in dem Maße nachlässt, in dem die des Agonisten zunimmt. Dass dies auch in gleichem Maße für die kontralateralen Synergisten und Antagonisten des anderen Auges zutrifft, besagt das Heringsche Gesetz der seitengleichen Innervation.
Koordinierte, binokulare Augenbewegungen wie Vergenzen oder Versionen werden von einem supranukleären System im Mittelhirn gesteuert, dem verschiedene neuronale Strukturen angehören.
Durch Ziehen an den äußeren Augenmuskeln, bspw. während einer Schieloperation, kann es zum sogenannten okulokardialen Reflex mit schweren Herz-Kreislauf-Ereignissen kommen.

#### Musculus rectus superior
Der Musculus rectus superior („oberer gerader Muskel“, bei Tieren als Musculus rectus dorsalis bezeichnet und früher M. religiosus oder M. admirator – „der Bewunderer“ – genannt) entspringt am oberen Umfang des Anulus tendineus communis unter dem Musculus levator palpebrae und liegt dem Augapfel oben auf. Er setzt in schräger, zum Saum der Hornhaut (Limbus) hin leicht gebogener Linie am Augapfel an, wobei der Ansatz zu etwa zwei Drittel lateral (seitlich) des vertikalen Meridians liegt. Der gering nach außen gewölbte (konvexe) Ansatz hat zur Folge, dass sein seitlicher Rand weiter vom Limbus entfernt ist als sein medialer. Er wird vom Nervus oculomotorius innerviert. Seine Hauptfunktion besteht in der Hebung (Elevation) des Auges im gesamten Blickbereich. Bei mäßiger Bewegung zur Seite (Abduktion) von etwa 25° ist er ausschließlich Heber. Seine einwärtsrollende (inzyklorotatorische) Teilfunktion ist bei maximaler Bewegung nach innen zur Nase hin (Adduktion) am höchsten, nimmt in Richtung Abduktion jedoch immer mehr ab und wandelt sich bei stärkerer Abduktion in eine auswärtsrollende (exzyklorotatorische) Teilfunktion um.

#### Musculus rectus inferior
Der Musculus rectus inferior („unterer gerader Muskel“, bei Tieren als Musculus rectus ventralis bezeichnet und früher M. capucinorum genannt, weil er die Augen „demütig niederschlägt“') entspringt am unteren Umfang des Anulus tendineus communis und setzt an der unteren Augapfelfläche vor dem Äquator an. Wie beim Musculus rectus superior ist sein Ansatz gegenüber dem vertikalen Meridian zur Seite verschoben und seitlich am weitesten vom Limbus entfernt. Er wird vom Nervus oculomotorius innerviert. Seine Hauptfunktion ist die Senkung (Depression) des Augapfels im gesamten Blickbereich. Bei mäßiger Abduktion von etwa 25° ist er ausschließlich Senker. Seine auswärtsrollende (exzyklorotatorische) Teilfunktion ist in maximaler Adduktion am größten, nimmt in Richtung Abduktion ab und wandelt sich bei stärkerer Abduktion in eine einwärtsrollende (inzyklorotatorische) Teilfunktion.

#### Musculus rectus medialis
Der Musculus rectus medialis („innerer, nasal gelegener, gerader Muskel“, früher M. bibitorius – „der Versoffene“ – genannt) entspringt am medialen Umfang des Anulus tendineus communis, unmittelbar neben dem Nervus opticus, zieht gerade nahe der nasenseitigen Augenhöhlenwand nach vorn und setzt in der vorderen Hälfte des Augapfels in fast senkrechter, gerader Linie zum Limbus an. Dieser ist der kräftigste Augenmuskel und bewegt das Auge nach innen zur Nase hin (Adduktion). Er kann bei starkem Aufwärtsblick eine leicht hebende Wirkung (Elevation) haben, bei Blick nach unten eine leicht senkende (Depression), und wird vom Nervus oculomotorius innerviert.

#### Musculus rectus lateralis
Der Musculus rectus lateralis („seitlicher gerader Muskel“, früher M. indignatorius – „der Griesgrämige“ – genannt) entspringt am seitlichen Teil des Anulus tendineus communis, zieht direkt neben der Periorbita nach vorn und liegt dem Augapfel seitlich auf. Er bewegt das Auge nach außen (Abduktion) und kann bei starker Blickhebung eine leicht hebende (Elevation), bei starker Blicksenkung ein leicht senkende Wirkung (Depression) haben. Er wird vom Nervus abducens innerviert.

#### Musculus obliquus superior
Der Musculus obliquus superior („oberer schräger Muskel“, bei Tieren als Musculus obliquus dorsalis bezeichnet und früher M. patheticus genannt) entspringt oberhalb des M. rectus medialis am oberen, medialen Rand des Anulus tendineus communis. Er verläuft in der oberen, nasenseitigen Wand der Augenhöhle nach vorn, geht nach etwa 30 Millimetern in eine Sehne über, die dann durch einen Rollknorpel, die Trochlea, in spitzem Winkel nach hinten, außen umgelenkt wird. Sie zieht unter dem oberen geraden Muskel hindurch und setzt oben-seitlich (dorsolateral) am oberen, äußeren, hinteren Quadranten des Augapfels an. Eine Besonderheit der breitgefächerten Ansatzstelle (Insertion) liegt in ihrer unmittelbaren Nähe zur oberen, äußeren Vortexvene. Diesem Umstand ist bei chirurgischen Eingriffen in diesem Gebiet besondere Beachtung zu schenken, da es hier leicht zu Gefäßverletzungen kommen kann. Der M. obliquus superior wird vom Nervus trochlearis innerviert. Seine Hauptfunktion ist die Senkung (Depression) mit Rollung des Auges nach innen (Inzykloduktion) und geringer Abduktion. In Adduktion ist er fast ein reiner Senker, während sich die einwärtsrollende Funktion mit zunehmender Blickwendung nach außen verstärkt.
Die Sehne des M. obliquus superior muss in Adduktion um den nasenseitigen Ansatz des M. rectus superior wie um einen Angelpunkt (Hypomochlion) herumziehen. Die dadurch ausgelöste Veränderung der Muskelzugrichtung führt zu einer relativen Verstärkung seiner abduzierenden Wirkung und Reduzierung der anderen Teilfunktionen.

#### Musculus obliquus inferior
Der Musculus obliquus inferior („unterer schräger Muskel“, bei Tieren als Musculus obliquus ventralis bezeichnet und früher zusammen mit dem M. obliquus superior auch Mm. amatorii – „Muskeln der Verliebten“ – genannt) entspringt am Tränenbein (Os lacrimale), im unteren nasenseitigen Bereich der Orbita. Er verläuft unter dem M. rectus inferior nach außen und setzt im unteren, äußeren, hinteren Quadranten an der Sclera an. Er wird ebenfalls vom Nervus oculomotorius innerviert. Da die äußere, untere Vortexvene in unmittelbarer Nähe zum Muskelansatz die Sclera verlässt, ist bei operativen Eingriffen besondere Vorsicht geboten, da eine erhöhte Verletzungsgefahr des Gefäßes und damit das Risiko einer Blutung besteht. Seine Hauptfunktion ist die Rollung des Auges nach außen (Exzykloduktion), sowie die Hebung (Elevation) in Adduktion. Hier verfügt er auch über eine gering adduzierende Teilfunktion, während er in Abduktion eine gering abduzierende Wirkung hat. Mit einer Länge von nur 0 bis 2 Millimetern ist die Sehne des M. obliquus inferior die kürzeste aller äußeren Augenmuskeln.

#### Musculus retractor bulbi
Der Musculus retractor bulbi („Zurückzieher des Auges“) fehlt dem Menschen, ist aber bei den meisten übrigen Säugetieren ausgebildet. Er liegt manschettenartig um den Sehnerv und verläuft innerhalb des Muskelkonus zum hinteren Bulbuspol. Er besitzt vier zipfelartige funktionelle Anteile, die den Augapfel wie die einzelnen geraden Augenmuskeln bewegen und entsprechend durch den N. oculomotorius und den N. abducens innerviert werden.

#### Funktionsschemata
Die Augenmuskeln verfügen in Abhängigkeit von der aktuellen Blickrichtung über verschiedene, mehr oder weniger ausgeprägte Haupt- und Teilfunktionen. Diese lassen sich grafisch anhand sogenannter Spurlinien darstellen. Es handelt sich dabei um die Bewegungskomponenten Hebung, Senkung, Adduktion, Abduktion, Innenrollung und Außenrollung.
Darstellung der Haupt- und Teilfunktionen der äußeren Augenmuskeln anhand von Spurlinien:
|                    |                    |                                            |                      |                      |
| M. rectus superior | M. rectus inferior | M. rectus medialis und M. rectus lateralis | M. obliquus superior | M. obliquus inferior |

#### Antagonisten und Synergisten
An jedem Auge existieren zwei Muskeln, die eine ähnliche Muskelebene aufweisen und das Auge um eine fast identische Drehachse bewegen, dies jedoch jeweils in einer entgegengesetzten Drehrichtung. Diese Muskeln nennt man Antagonisten. Demgegenüber bezeichnet man Muskeln, die das Auge um eine ähnliche Drehachse in die gleiche Richtung bewegen, als Synergisten (siehe auch Innervation). Diese Terminologie findet auch dann Verwendung, wenn lediglich Teilfunktionen der jeweiligen Muskeln übereinstimmen oder einander entgegenwirken. Sie ist nur für Duktionen, also Bewegungen eines Auges, vollständig anwendbar. Erweitert man die Betrachtung auch auf das Gegenauge um die Beschreibung von kontralateralen Synergisten und Antagonisten bei der Ausführung von binokularen Blickbewegungen, so muss diese Definition für Vergenzen, gegensinnige Augenbewegungen, eingeschränkt werden.

##### Ipsilateral
Gleichseitige (ipsilaterale) Synergisten und Antagonisten im Hinblick auf die jeweilige Muskelfunktion
| Agonist            | Funktion                       | Synergisten                                                              | Antagonisten |
| ------------------ | ------------------------------ | ------------------------------------------------------------------------ | --- |
| M. rect. medialis  | Adduktion                      | M. rect. superior, M. rect. inferior                                     | M. rect. lateralis, M. obl. superior, M. obl. inferior                                                                          |
| M. rect. lateralis | Abduktion                      | M. obl. superior, M. obl. inferior                                       | M. rect. medialis, M. rect. superior, M. rect. inferior                                                                         |
| M. rect. superior  | Hebung Innenrollung Adduktion  | M. obl. inferior M. obl. superior M. rect. medialis, M. rect. inferior   | M. rect. inferior, M. obl. superior M. rect. inferior, M. obl. inferior M. rect. lateralis, M. obl. superior, M. obl. inferior  |
| M. rect. inferior  | Senkung Außenrollung Adduktion | M. obl. superior M. obl. inferior M. rect. medialis, M. rect. superior   | M. rect. superior, M. obl. inferior M. obl. superior, M. rect. superior M. rect. lateralis, M. obl. superior, M. obl. inferior  |
| M. obl. superior   | Senkung Innenrollung Abduktion | M. rect. inferior M. rect. superior M. rect. lateralis, M. obl. inferior | M. rect. superior, M. obl. inferior M. rect. inferior, M. obl. inferior M. rect. medialis, M. rect. superior, M. rect. inferior |
| M. obl. inferior   | Hebung Außenrollung Abduktion  | M. rect. superior M. rect. inferior M. rect. lateralis, M. obl. superior | M. rect. inferior, M. obl. superior M. obl. superior, M. rect. superior M. rect. medialis, M. rect. superior, M. rect. inferior |

Grafische Darstellung der Beteiligung einzelner Muskeln (Synergisten) an den jeweiligen Drehbewegungen am Beispiel des rechten Auges:
|                                                                                  |                                                                                   |                                                                                        |                                                                                |                                                                                        |                                                                                        |
| Hebung: Hauptbeteiligte sind der M. rectus superior und der M. obliquus inferior | Senkung: Hauptbeteiligte sind der M. rectus inferior und der M. obliquus superior | Adduktion: Hauptbeteiligter ist der M. rectus medialis, sowie die vertikalen Mm. recti | Abduktion: Hauptbeteiligter ist der M. rectus lateralis, sowie die Mm. obliqui | Innenrollung: Hauptbeteiligte sind der M. obliquus superior und der M. rectus superior | Außenrollung: Hauptbeteiligte sind der M. obliquus inferior und der M. rectus inferior |

##### Kontralateral
Hinsichtlich beidäugiger Bewegungen wie Versionen und Vergenzen besitzen die beteiligten Muskeln jeweils am Gegenauge ebenfalls Synergisten und Antagonisten, welche die Bewegung mitvollführen oder ihr entgegenwirken.
| Blickbewegung                                           | Agonisten          | Agonisten          | Synergisten                         | Synergisten                         | Antagonisten                       | Antagonisten                       |
| Blickbewegung                                           | rechtes Auge       | linkes Auge        | rechtes Auge                        | linkes Auge                         | rechtes Auge                       | linkes Auge                        |
| ------------------------------------------------------- | ------------------ | ------------------ | ----------------------------------- | ----------------------------------- | ---------------------------------- | ---------------------------------- |
| Dextroversion (Rechtsblick)                             | m. rect. lateralis | m. rect. medialis  | m. obl. superior m. obl. inferior   | m. rect. superior m. rect. inferior | m. rect. medialis                  | m. rect. lateralis                 |
| Laevorversion (Linksblick)                              | m. rect. medialis  | m. rect. lateralis | m. rect. superior m. rect. inferior | m. obl. superior m. obl. inferior   | m. rect. lateralis                 | m. rect. medialis                  |
| Supraversion (Aufblick)                                 | m. rect. superior  | m. rect. superior  | m. obl. inferior                    | m. obl. inferior                    | m. rect. inferior                  | m. rect. inferior                  |
| Infraversion (Abblick)                                  | m. rect. inferior  | m. rect. inferior  | m. obl. superior                    | m. obl. superior                    | m. rect. superior                  | m. rect. superior                  |
| Dextrozykloversion (Rechtsrollung bei Kopflinksneigung) | m. obl. inferior   | m. obl. superior   | m. rect. inferior                   | m. rect. superior                   | m. obl. superior m. rect. superior | m. obl. inferior m. rect. Inferior |
| Laevozykloversion (Linksrollung bei Kopfrechtsneigung)  | m. obl. superior   | m. obl. inferior   | m. rect. superior                   | m. rect. inferior                   | m. obl. inferior m. rect. Inferior | m. obl. superior m. rect. superior |
| Konvergenz (gegensinnige Bewegung bei Nahfixation)      | m. rect. medialis  | m. rect. medialis  | m. rect. superior m. rect. inferior | m. rect. superior m. rect. inferior | m. rect. lateralis                 | m. rect. lateralis                 |

### Muskelscheiden und Intermuskularmembran
Alle Augenmuskeln besitzen bindegewebige Hüllen, die jedoch unterschiedlich strukturiert sind. Im hinteren Drittel weisen alle geraden Augenmuskeln, sowie der M. obliquus superior ein sie umgebendes Gewebe aus kollagenen, elastischen Fasern auf, die lediglich ein zartes Epimysium (Bindegewebsscheide) bilden. Erst im mittleren Drittel bildet sich eine deutliche Muskelscheide aus (Fascia muscularis). Allein der M. obliquus inferior ist über seine gesamte Länge in eine dichte Muskelscheide gehüllt. Vom Anulus tendineus communis aus nach vorn hin werden die Augenmuskeln untereinander zunehmend mit Bindegewebsfasern verbunden, der Intermuskularmembran (Membrana intermuscularis). Diese trennt den im Muskeltrichter (intrakonisch) liegenden retrobulbären Fettkörper von seinem extrakonischen Teil. Zudem bewirkt sie, dass bei Augenbewegungen der Abstand der Augenmuskeln zueinander fast unverändert bleibt und sie nicht ungehindert über den Bulbus hinweggleiten können.

### Maße und Abstände beim Menschen
Die heutigen Kenntnisse über die Maße von Augenmuskeln, Sehnen, Ansatzabständen, sowie deren unterschiedliche Formen gehen auf Untersuchungen zurück, die teils bereits Mitte des 19. Jahrhunderts durchgeführt worden sind. Die Werte variieren altersabhängig.
Mm. recti: durchschnittliche Abstände der Sehneneinstrahlung vom Limbus in Millimeter:
| Insertions- punkt | Auge         | M. rect. superior        | M. rect. inferior       | Lage  | Auge         | M. rect. medialis       | M. rect. lateralis      |
| ----------------- | ------------ | ------------------------ | ----------------------- | ----- | ------------ | ----------------------- | ----------------------- |
| medial            | rechts links | 7,48 ± 0,82 7,72 ± 0,83  | 7,29 ± 0,91 6,76 ± 0,61 | oben  | rechts links | 7,38 ± 1,13 6,76 ± 0,83 | 8,59 ± 0,90 8,72 ± 0,76 |
| Mitte             | rechts links | 7,91 ± 0,88 7,44 ± 0,79  | 6,73 ± 0,63 6,85 ± 0,56 | Mitte | rechts links | 5,77 ± 0,69 5,69 ± 0,66 | 7,48 ± 0,78 7,25 ± 0,69 |
| lateral           | rechts links | 10,13 ± 0,91 9,56 ± 0,86 | 8,89 ± 0,64 9,30 ± 0,84 | unten | rechts links | 6,96 ± 0,76 7,32 ± 1,02 | 8,70 ± 0,76 8,06 ± 0,74 |

Mm. recti: durchschnittliche Größenwerte in Millimeter:
|        | Auge         | M. rect. superior         | M. rect. inferior         | M. rect. medialis         | M. rect. lateralis        |
| ------ | ------------ | ------------------------- | ------------------------- | ------------------------- | ------------------------- |
| Länge* | rechts links | 37,31 ± 3,72 37,02 ± 3,41 | 36,95 ± 2,45 37,70 ± 3,33 | 37,68 ± 3,39 37,33 ± 2,56 | 36,36 ± 3,69 35,94 ± 4,00 |
| Breite | rechts links | 8,59 ± 1,40 7,83 ± 1,03   | 7,96 ± 1,37 7,46 ± 0,92   | 9,41 ± 1,43 9,73 ± 1,24   | 10,87 ± 1,81 10,32 ± 2,23 |
| Dicke  | rechts links | 2,23 ± 0,74 2,20 ± 0,89   | 3,87 ± 0,74 3,92 ± 0,52   | 3,80 ± 0,67 3,70 ± 0,65   | 2,87 ± 0,98 2,54 ± 0,76   |

* reine Muskellänge ohne Sehne
Mm. recti: durchschnittliche Sehnenlänge und -breite (Sehnenmaß) in Millimeter:
|                    | Auge         | M. rect. superior        | M. rect. inferior       | M. rect. medialis        | M. rect. lateralis      |
| ------------------ | ------------ | ------------------------ | ----------------------- | ------------------------ | ----------------------- |
| Länge              | rechts links | 4,29 ± 1,09 4,46 ± 1,16  | 4,70 ± 1,23 4,66 ± 1,39 | 3,04 ± 0,96 3,90 ± 1,30  | 7,19 ± 1,94 7,82 ± 1,37 |
| Ansatzzone, Breite | rechts links | 10,43 ± 1,39 9,84 ± 1,09 | 8,59 ± 1,26 8,68 ± 0,97 | 10,30 ± 1,35 9,92 ± 1,15 | 9,57 ± 1,32 9,22 ± 1,32 |

Mm. obliqui: durchschnittliche Abstände der Sehneneinstrahlung vom Limbus in Millimeter (Bogenmaß):
| Muskel           | Auge         | vorne                     | hinten                    |
| ---------------- | ------------ | ------------------------- | ------------------------- |
| M. obl. inferior | rechts links | 18,38 ± 1,85 18,50 ± 1,74 | 27,02 ± 1,43 27,02 ± 1,86 |
| M. obl. superior | rechts links | 16,33 ± 1,76 15,80 ± 1,53 | 23,21 ± 1,57 22,50 ± 2,18 |

M. obliquus superior: durchschnittliche Größenwerte in Millimeter:
| Pars longi- tudinalis | Bereich           | Auge         | Maße                      | Pars obliqua | Bereich              | Auge         | Maße                      |
| --------------------- | ----------------- | ------------ | ------------------------- | ------------ | -------------------- | ------------ | ------------------------- |
| Länge*                |                   | rechts links | 37,59 ± 3,50 38,54 ± 4,04 | Länge*       |                      | rechts links | 22,12 ± 2,27 22,93 ± 3,11 |
| Breite                | Trochlea- gegend  | rechts links | 3,38 ± 1,17 3,14 ± 0,80   | Breite       | Trochlea- gegend     | rechts links | 2,12 ± 0,65 2,00 ± 0,47   |
|                       | Mittel- bezirk    | rechts links | 6,71 ± 0,93 6,50 ± 1,16   |              | Sehnen- einstrahlung | rechts links | 9,85 ± 2,11 9,55 ± 1,72   |
|                       | Ursprungs- gebiet | rechts links | 4,78 ± 1,19 4,75 ± 1,35   |              |                      |              |                           |
| Dicke                 | Mittel- bezirk    | rechts links | 2,30 ± 0,68 1,94 ± 0,78   | Dicke        | Mittel- bezirk       | rechts links | 1,50 ± 0,49 1,50 ± 0,41   |

* einschließlich der Sehne bis zur Trochlea (etwa 10 mm)
M. obliquus inferior: durchschnittliche Größenwerte in Millimeter:
|        | Bereich              | Auge         | Maße                      |
| ------ | -------------------- | ------------ | ------------------------- |
| Länge* |                      | rechts links | 31,46 ± 4,12 30,92 ± 3,15 |
| Breite | Ursprungs- gebiet    | rechts links | 3,81 ± 1,10 3,65 ± 0,91   |
|        | Mittel- bezirk       | rechts links | 7,50 ± 0,86 7,13 ± 0,71   |
|        | Sehnen- einstrahlung | rechts links | 7,14 ± 1,04 7,13 ± 0,80   |
| Dicke  |                      | rechts links | 2,54 ± 0,36 2,50 ± 0,44   |

* einschließlich der Sehne
Abrollstrecken: durchschnittliche Längenwerte in Millimeter:
|                | M. rect. superior | M. rect. inferior | M. rect. medialis | M. rect. lateralis | M. obl. superior | M. obl. inferior |
| -------------- | ----------------- | ----------------- | ----------------- | ------------------ | ---------------- | ---------------- |
| Abrollstrecke* | 08,92             | 09,83             | 06,33             | 13,25              | 05,23            | 16,74            |

* in Primärposition

### Blutversorgung
Die äußeren Augenmuskeln werden im Wesentlichen von Ästen der Arteria ophthalmica versorgt. Dies geschieht entweder unmittelbar über die Rami musculares oder, wie beim M. rectus lateralis, mittelbar über die Arteria lacrimalis, einer der Hauptäste der A. ophthalmica. Äste der Arteria infraorbitalis versorgen zusätzlich den M. rectus inferior und M. obliquus inferior. Als Unteräste dieser Arterien gelten die sogenannten Ziliararterien (Arteriae ciliares anteriores). Je zwei versorgende Gefäße sind in der Regel am M. rectus superior, M. rectus medialis und M. rectus inferior vorhanden, zudem eines am M. rectus lateralis. Anzahl und Anordnung dieser Arterien können variieren.
Der venöse Abfluss erfolgt über die Vena ophthalmica, die im hinteren Teil der Augenhöhle als V. ophthalmica inferior durch die Fissura orbitalis inferior und als V. ophthalmica superior durch die Fissura orbitalis superior verläuft, um dann in den Sinus cavernosus zu münden.

### Funktionsstörungen und Pathophysiologie
Es gibt unterschiedliche Ursachen für Funktionsstörungen eines oder mehrerer Augenmuskeln. In der Regel handelt es sich um Lähmungen, die durch Störungen bestimmter Hirnnerven oder deren Kerngebiete ausgelöst werden. Lähmungen von äußeren und/oder inneren Augenmuskeln werden allgemein als Ophthalmoplegie bezeichnet, welche noch in weitere Unterformen aufgeteilt wird. In Frage kommen hierbei eine Okulomotoriusparese, eine Trochlearisparese und eine Abduzensparese. Diese gehen immer mit einer Bewegungseinschränkung in die Zugrichtung eines betroffenen Muskels und der so verursachten Einschränkung des monokularen Blickfeldes einher. Sie äußern sich weiter in einer Schielstellung, die in Abhängigkeit von der Blickrichtung unterschiedlich groß ist (Inkomitanz), sowie der Wahrnehmung von Doppelbildern. Erworbene Paresen sind dabei wesentlich häufiger als angeborene.
Ist im Allgemeinen die Verminderung der Entspannungsfähigkeit (Kontraktur) eines gleichseitigen antagonistischen Augenmuskels eine sekundäre Folge von paretisch bedingten Motilitätsstörungen, so gibt es Krankheitsbilder, bei denen dies die Ursache ist. Ein Beispiel hierfür ist das Stilling-Türk-Duane-Syndrom, bei dem es durch eine pathologische Koinnervation von M. rectus medialis und M. rectus lateralis zu einem Zurückziehen (Retraktion) des Augapfels in die Augenhöhle kommt.

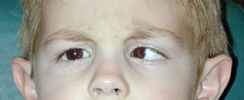
Innenschielen des linken Auges

Prinzipiell muss ein Schielen jedoch nicht das Ergebnis einer verminderten Kraftentfaltung und reduzierten Funktion eines Muskels sein. Es ist auch ein Resultat aus der gesamten Zugkraft von Agonisten und gleichseitigen Antagonisten, sowie gegenseitigen Synergisten und Antagonisten. So führt die Überfunktion eines Muskels ebenso zu einem Schielen. Dies bedeutet nicht, dass er deshalb mehr Kraft aufwenden würde als ein „normaler“ Muskel, sondern dass er im Verhältnis zu seinem Antagonisten überwiegt. Auch eine Unterfunktion muss deshalb nicht zwangsläufig paretischen Ursprungs sein, sondern kann eine relative Unterlegenheit gegenüber einer antagonistischen Kraft ausdrücken. Demnach ist die Zugkraft der Augenmuskeln bei einem nichtparetischen Schielen gleich groß, das Gleichgewicht zwischen Agonist und Antagonist hält jedoch keine sogenannte Parallelstellung, sondern eine Schielstellung aufrecht.
Schädigungen der übergeordneten Blickzentren, sogenannte supranukleäre Paresen, führen nicht zu Ausfällen einzelner Muskeln, sondern zu Störungen von koordinierten Blickzielbewegungen oder Vergenzen und zu Augenzittern (Nystagmus). Unkontrollierte Aktivitäten des Nervus trochlearis verursachen einen seltenen Mikrotremor, eine sogenannte Obliquus-superior-Myokymie. Unkontrollierte, nystagmusartige Bewegungen der Augen in unterschiedliche Richtungen bezeichnet man als Opsoklonus.
Eine weitere Ursache für einen Funktionsverlust können Störungen der Reizübertragung vom Nerv zu den Muskelfasern darstellen. Die Myasthenia gravis ist eine der bekanntesten Krankheitsformen dieser Art. Ebenso sind Funktionsverluste durch Entzündungsprozesse (okuläre Myositis), sowie Schädigungen des Muskels und dessen Gewebe selbst möglich. Ein Beispiel hierfür stellt die endokrine Orbitopathie beim Morbus Basedow dar. Mechanisch bedingte Einschränkungen kommen zudem beispielsweise bei der Orbitabodenfraktur oder dem Brown-Syndrom vor.

#### Funktionsprüfung und Untersuchungsmöglichkeiten
Die Funktionsprüfung von Augenmuskeln beinhaltet die Beurteilung der Augenstellung, der Augenbeweglichkeit und das Ausmaß der entsprechenden Blickfelder. Auch die Berücksichtigung von Kopfzwangshaltungen als Kompensationsmechanismus ist von Bedeutung. Entsprechende Fehlfunktionen lösen fast immer auch sensorische Störungen des Binokularsehens aus. Deshalb ist eine strikte Trennung zwischen der motorischen und sensorischen Diagnostik in der Praxis oft wenig sinnvoll.

##### Orientierende Untersuchungen
Verschiedene Tests erlauben eine grobe Beurteilungen der Augenstellung. Diese ist zum Beispiel bereits mittels Untersuchung der Hornhautreflexbilder mit dem Hirschberg-Test möglich. Ein weiteres Verfahren ist der sogenannte Brückner-Test. Die Beweglichkeit und das Exkursionsvermögen der Augen kann überschlägig anhand von Folgebewegungen in die neun diagnostischen Blickrichtungen (Primär-, Sekundär- und Tertiärstellung) ermittelt werden, in denen sich die Über- oder Unterfunktion eines oder mehrerer Muskeln bereits deutlich abzeichnen kann. Auch sind Prüfungen von kompensatorischen Augenbewegungen, wie zum Beispiel des Puppenkopfphänomens, aufschlussreich, ebenso die Beurteilung von Kommando- und Blickzielbewegungen.
Zur Unterscheidung tatsächlicher Augenmuskellähmungen von mechanisch oder fibrotisch bedingten Bewegungseinschränkungen (Pseudoparesen) verwendet man den sogenannten Traktionstest (auch: Pinzettenzugtest), ein Verfahren zur Prüfung der passiven Beweglichkeit des Auges.

##### Quantifizierende Verfahren
Zur Messung von Augenfehlstellungen, Bewegungsstrecken und Blickfeldern existieren eine Reihe von teils apparativen Verfahren, die eine relativ genaue Quantifizierung der Ergebnisse ermöglichen. Eine der wichtigsten Methoden zur Beurteilung der Augenstellung ist der sogenannte Abdecktest in Verbindung mit Prismen. Umfangreiche Motilitätsanalysen, bei denen in verschiedensten Blickrichtungen bis zu 180 Messwerte ermittelt und dokumentiert werden, sind mit haploskopischen Geräten wie dem Synoptometer möglich. Bei Untersuchungen im freien Raum wird hierfür in der Regel die sogenannte Tangententafel (nach Harms) verwendet. Auch das Ausmaß von Kopfzwangshaltungen zur Kompensation von Augenmuskelstörungen kann mittels einfacher Methoden quantifiziert werden. Die erzielten Messergebnisse sind in der Regel Voraussetzung und Grundlage für die weiteren therapeutischen Maßnahmen.

##### Elektrophysiologische Untersuchung
In bestimmten Fällen, zum Beispiel bei unklaren Lähmungserscheinungen, kann es notwendig sein, die Aktivitäten der Augenmuskeln durch die Ableitung ihrer elektrischen Potentiale zu bestimmen. Dies geschieht mittels sogenannter Elektromyografie über spezielle, dünne Nadeln direkt am Muskel. Wird das Verfahren zur Untersuchung eines Augenzitterns (Nystagmus) eingesetzt, nennt man es Elektronystagmografie, wobei hier die Messung über Elektroden an Schläfe und Stirn erfolgt.

##### Bildgebende Verfahren
Zur Beurteilung von Muskelstrukturen und ihren Dimensionen werden bildgebende Verfahren wie beispielsweise die Magnetresonanztomographie (MRT) oder Ultraschalluntersuchungen eingesetzt.

#### Therapeutische Ansätze
Behandlungsmöglichkeiten von Augenmuskelgleichgewichtsstörungen finden sich in Form von konservativen und operativen Maßnahmen. Manche Erkrankungen der Augenmuskeln können in Abhängigkeit vom vorliegenden Krankheitsbild medikamentöse Therapien notwendig machen, beispielsweise bei Entzündungsprozessen. Neurologisch bedingte Störungen erfordern in erster Linie die Behandlung der Grunderkrankung. Erst nach etwa 6–8 Monaten sollte bei Augenmuskellähmungen eine operative Therapie in Betracht gezogen werden.

##### Konservative Behandlungen
Konservative Möglichkeiten bieten insbesondere orthoptische Übungsbehandlungen zur Schulung der motorischen Fusionsfähigkeit. Prismenbrillen können der Korrektur von latenten oder manifesten Schielerkrankungen dienen, ohne diese jedoch zu reduzieren oder gar zu beseitigen. Bei Lähmungsschielen kann in bestimmten Fällen das hochwirksame Nervengift Botulinumtoxin zur praeoperativen Diagnostik oder als Alternative zu einer Schieloperation eingesetzt werden. Zudem kommen zunehmend orthoptische Rehabilitationsmaßnahmen bei zerebral bedingten Augenmuskelstörungen zum Einsatz.

##### Operative Behandlungen
Operative Eingriffe an den Augenmuskeln dienen der Korrektur von Schielen, Augenzittern (Nystagmus) und okulär bedingten Kopfzwangshaltungen. Ihre Anwendung erfolgt auf der Grundlage folgender Prinzipien:
- Veränderung der Muskelkraft
- Veränderung des monokularen Blickfeldes (Exkursionsfähigkeit)
- Veränderung der Abrollstrecke
- Veränderung der Bulbusstellung
- Veränderung der Muskelzugrichtung.

## Musculus levator palpebrae superioris
Der Musculus levator palpebrae superioris ist der Lidheber. Er führt zudem agonistische Bewegungen mit dem Musculus rectus superior aus, sodass sich das Oberlid bei Aufblick hebt und bei Abblick senkt. Er hat seinen Ursprung am kleinen Keilbeinflügel, verläuft über dem Musculus rectus superior nach vorn und setzt mit seiner Sehne als fächerartige Struktur (Levatoraponeurose) an einer knorpeligen Bindegewebsplatte des Oberlides, dem Tarsus superior, an. Er wird vom Nervus oculomotorius innerviert und zwar von seinem kleineren Endast, dem Ramus superior („oberer Ast“).
Ein Funktionsverlust des Muskels führt zu einem teilweisen oder vollständigen Herabhängen des Oberlides (Ptosis) und weist in der Regel auch eine Einschränkung der Mitbewegung des Oberlides bei vertikalen Blickwendungen auf. Eine angeborene Ptosis ist seltener das Ergebnis einer Lähmung des N. oculomotorius als vielmehr einer Fehlbildung der Muskulatur des M. levator palpebrae superioris selbst. Eine andere angeborene Störung ist das Marcus-Gunn-Syndrom, eine paradoxe Koinnervation zwischen dem Musculus pterygoideus lateralis und dem M. levator palpebrae superioris.
Eine relative Überfunktion des Muskels kann sich bei einer paretischen Einschränkung der Blickhebung ergeben. Hierbei wird ein verstärkter Impuls zur Blickwendung nach oben zwar nur unvollständig von den entsprechenden Muskeln umgesetzt, wirkt sich dabei jedoch in vollem Umfang auf die agonistische Bewegung des M. levator palpebrae superioris aus, was zu einem abnormen Hochziehen des Oberlides führt.

## Innere Augenmuskeln

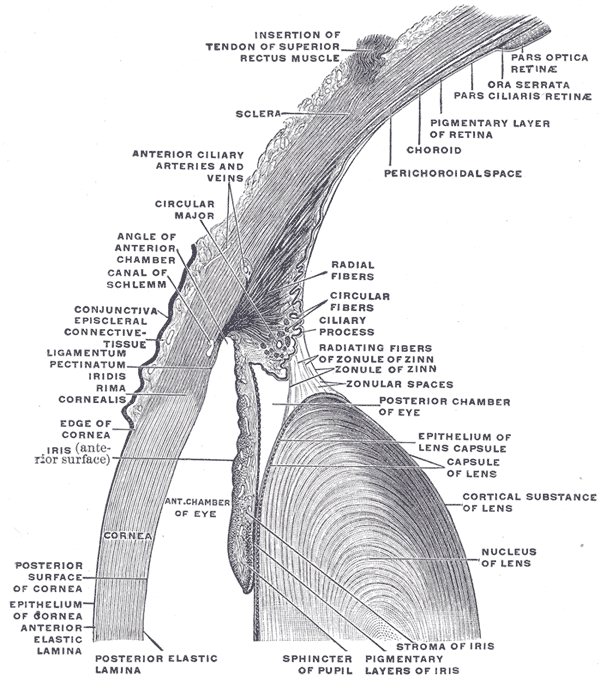
Querschnitt durch den Ziliarkörper, die Linse und den Musculus sphincter pupillae

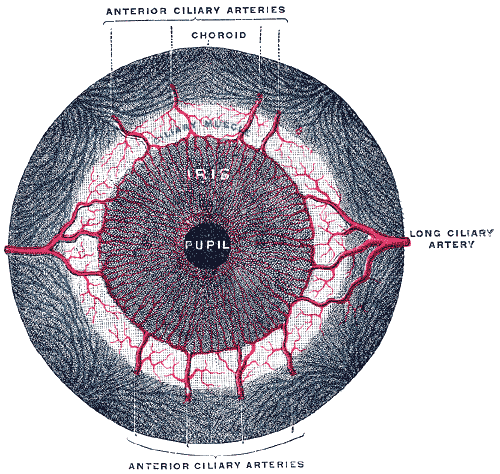
Blutversorgung durch die vorderen Ziliararterien

Die inneren Augenmuskeln bestehen aus glatter Muskulatur und werden vom vegetativen Nervensystem gesteuert. Sie dienen zum einen der Größenänderung der Pupille (Adaptation), zum anderen der Regulierung der Brechkraft des Auges.

### Musculus ciliaris
Der Ziliarmuskel (oder Ciliarmuskel, lateinisch Musculus ciliaris) ist Teil des Ziliarkörpers und dient der dynamischen Anpassung (Akkommodation) des Auges an verschiedene Objektentfernungen. Der Ziliarmuskel, dessen Struktur der Engländer William Bowman aufgeklärt hatte, besteht aus zwei unterschiedlich verlaufenden Anteilen, die durch den Müllerschen Muskel mit seinen ringförmigen Fasern und den Brückschen Muskel mit meridional gerichteten Fasern repräsentiert werden. Der Müllersche Muskel wird durch parasympathische Fasern des Nervus oculomotorius innerviert und bewirkt die Nahakkommodation, während der sympathisch versorgte Brücksche Muskel einen geringen Beitrag zur Ferneinstellung des Auges leistet (Doppelinnervation).
Störungen des M. ciliaris führen zu einer Akkommodationslähmung (Zykloplegie). Hingegen können sehr ausgeprägte Akkommodationsleistungen (zum Beispiel bei langer Naharbeit oder bei einer hohen, jedoch nicht durch Brille oder Kontaktlinse korrigierten Übersichtigkeit), unter Umständen zu einer Verkrampfung des M. ciliaris (Akkommodationsspasmus) führen.
Das Nachlassen der Akkommodationsleistung im Alter (Presbyopie) ist nicht auf einen Funktionsverlust des Muskels zurückzuführen, sondern auf ein Schwinden der Eigenelastizität der Augenlinse.

### Musculus sphincter pupillae
Der Musculus sphincter pupillae (auch M. constrictor pupillae) hat die Funktion, die Pupillen zu verengen (Miosis). Er liegt mit seinen gitternetzartigen Fasern um die Pupille herum im hinteren Teil des Irisstroma. Der Muskel wird von parasympathischen Fasern des Edinger-Westphal-Kerns (Ncl. accessorius n. oculomotorii, Kern des III. Hirnnervs) gesteuert, die im Ganglion ciliare vom prä- auf das postganglionäre Neuron verschaltet werden und als Nn. ciliares breves durch die weiße Augenhaut in das Augeninnere ziehen.
Lähmungen des M. sphincter pupillae sind Ausdruck einer parasympathischen Efferenzstörung. Die Pupille ist weit und reagiert weder bei Lichteinfall noch bei Naheinstellung (absolute Pupillenstarre). Eine der häufigsten Krankheitsbilder ist die Pupillotonie.

### Musculus dilatator pupillae
Der Musculus dilatator pupillae liegt direkt auf dem Pigmentblatt der Iris. Er dient als Antagonist des Musculus sphincter pupillae der Pupillenerweiterung (Mydriasis). Seine Strukturen sind mit denen des Sphincter verbunden. Er wird von sympathischen Fasern aus dem Ganglion cervicale superius des Grenzstrangs innerviert, die ebenfalls durch das Ganglion ciliare ziehen, ohne dort jedoch verschaltet zu werden.
Schwächungen des M. dilatator pupillae treten bei Störungen der sympathischen Innervation auf, mit den Symptomen einer herabgesetzten Amplitude der Lichtreaktion und einer Miosis; bei einem Horner-Syndrom fallen daneben zusätzlich eine Ptosis und ein geringer Höherstand des Unterlides auf (als Funktionsverlust des sympathisch innervierten Musculus tarsalis).

### Blutversorgung
Die arterielle Blutversorgung der inneren Augenmuskeln erfolgt über die vier vorderen Ziliararterien, die Arteriae ciliares anteriores. Sie sind Unteräste der Arteria ophthalmica. Der venöse Abfluss wird über die vorderen Ziliarvenen und die vier Vortexvenen geleitet.

## Augenmuskulatur anderer Wirbeltiere
Der Bewegungsapparat aus äußeren Augenmuskeln stellt ebenso wie der Akkommodationsapparat aus innerer Muskulatur ein kennzeichnendes Merkmal der Kiefermäuler (Gnathostomata) dar, zu denen mit Ausnahme der Neunaugen und Schleimaale alle Wirbeltiere gehören.

### Äußere Augenmuskeln
Die äußeren Augenmuskeln sind mesodermalen Ursprungs und entstammen wie die Kiemenbogenmuskulatur dem präsomitischen, paraaxialen Mesoderm (quergestreifte Muskulatur) vor der Ohrplakode. Die wie beim Menschen vom Nervus oculomotorius, dem III. Hirnnerven, innervierten Augenmuskeln Musculus rectus superior, Musculus rectus inferior, Musculus rectus medialis und Musculus obliquus inferior stammen dabei gemeinsam mit dem Musculus levator palpebrae superioris (Lidheber) aus dem Kopfmesoderm der vordersten beiden Somitomeren. Der durch den Nervus trochlearis innervierte Musculus obliquus superior geht aus dem dritten und der vom Nervus abducens innervierte Musculus rectus lateralis, sowie der beim Menschen nicht mehr vorhandene Musculus retractor bulbi, aus dem fünften Somitomer hervor.
Die Augenmuskulatur diente ursprünglich während der Fortbewegung und bei Kopfwendungen vor allem der Ruhigstellung des Netzhautbildes ohne Bildverschiebungen. Mit der Entstehung von bestimmten Arealen des Augenhintergrundes, insbesondere der Fovea centralis, änderte sich auch die Funktion der Augenmuskeln, und die Augen wurden mit zunehmender Beweglichkeit zur Veränderung der Blickrichtung genutzt.
Die äußeren Augenmuskeln der Vögel verhalten sich ähnlich wie die der Säugetiere, der Musculus retractor bulbi fehlt. Vögel können beide Augäpfel unabhängig voneinander bewegen, jedoch insgesamt nur in sehr geringem Umfang (bei Eulen nur etwa 2°). Diese Einschränkung wird durch die starke Beweglichkeit des Kopfes und Halses ausgeglichen. Zudem besitzen Vögel zwei Muskeln zur Bewegung der Nickhaut: Musculus quadratus membranae nictitantis und Musculus pyramidalis membranae nictitantis.

### Innere Augenmuskeln
Die Akkommodation (dynamische Änderung der Brechkraft) verläuft bei den unterschiedlichen Wirbeltieren teilweise grundverschieden. So werden beispielsweise bei Neunaugen zur Einstellung auf weitere Sichtdistanzen die Hornhaut und die Linse durch die Kontraktion eines Corneamuskels der Netzhaut angenähert. Bei Fischen (Knorpelfische und Knochenfische), Amphibien und Schlangen hingegen erfolgt eine Verschiebung der in einem Aufhängeapparat befindlichen starren Linse durch unterschiedliche innere Muskelstrukturen. Dabei wird bei den Knorpel- und Knochenfischen die Linse durch den Musculus retractor lentis nach hinten gezogen, bei Amphibien durch den Musculus protractor lentis nach vorn. Während die Muskulatur bei Knorpelfischen nur unterhalb der Linse ausgebildet ist, bildet sie bei den Amphibien einen Kranz an der Basis des Aufhängeapparates. Schlangen besitzen keine Ligamente und entsprechende Muskulatur. Bei ihnen wird die Linse durch eine Muskelkontraktion an der Basis der Iris und den dadurch entstehenden höheren Druck im Glaskörper nach vorn geschoben.
Im Gegensatz zu den inneren, glatten Augenmuskeln der Säugetiere bestehen diese bei Vögeln und sonstigen Reptilien (Echsen, Schildkröten und Krokodile) aus quergestreifter Muskulatur. Der Ziliarmuskel ist dabei in zwei Anteile gegliedert: Musculus ciliaris anterior und Musculus ciliaris posterior. Der M. ciliaris anterior der Vögel und Reptilien verkleinert bei Kontraktion den Krümmungsradius der Hornhaut, der M. ciliaris posterior verengt den Durchmesser des Ziliarkörpers und komprimiert die weiche Augenlinse. Der Anteil der beiden Muskeln an der Akkommodation variiert innerhalb der Vogelwelt. Im Grundsatz gilt, dass tagaktive Vögel eher mittels Veränderung der Hornhautkrümmung akkommodieren, nachtaktive mit Hilfe des Ziliarkörpers und der elastischen Linse. Die beiden Pupillenmuskeln in der Iris sind ebenfalls quergestreift und reagieren daher nicht auf die in der Augenheilkunde üblichen pharmakologischen Mittel zur Pupillenerweiterung und Ausschaltung der Akkommodation, wie zum Beispiel Atropin.